# Maaike Schuurmans
Maaike Schuurmans (* 14. Dezember 1967 in Sneek) ist eine niederländische Schauspielerin und Musicaldarstellerin.

## Leben
Maaike Schuurmans besuchte die Theaterhochschule Amsterdam, die sie 1990 in den Fachbereichen „Kleinkunst“ und „Musical“ mit dem Diplom abschloss. Zunächst trat sie in ihrer Heimat auf, u. a. als Lina Lamont in einer Bühnenfassung von Singin’ In The Rain und in der Titelrolle in Peter Pan. Ab 1998 arbeitete Schuurmans auch in England, Belgien und Deutschland. In Essen war sie die Erzählerin in dem Musical Joseph and the Amazing Technicolor Dreamcoat, anlässlich der Deutschlandpremiere vom Tanz der Vampire im Jahr 2000 in Stuttgart stand sie als Magda auf der Bühne. In Hamburg verkörperte Schuurmans die Baronin von Waldstätten in Mozart sowie in Cats die Grizabella auf einer Deutschlandtournee. Mehrfach trat sie darüber hinaus bei den Bad Hersfelder Festspielen auf, so als Anita in der West Side Story oder als Panther Bagheera in einer Musicalfassung des Dschungelbuchs. 2008 wurde sie für ihre Darstellung der Lucy Harris in Jekyll & Hyde mit dem Hersfeld-Preis ausgezeichnet. Weiter spielte Schuurmans 2010/11 am Staatstheater Kassel in dem Musical Into the Woods und 2014 in Friedrich Dürrenmatts Komödie Der Besuch der alten Dame im Ronacher in Wien. Dort verkörperte sie auch die Miss Andrews in der Musicalfassung von Mary Poppins. 2016 übernahm Maaike Schuurmans die Rolle der Madame Giry im Hamburger Musical Liebe Stirbt Nie am Stage Operettenhaus in Hamburg.
Im Jahr 2000 tourte Maaike Schuurmans mit der musikalischen Show SimmerTime durch die Niederlande. Die Livemitschnitte dieses Konzertes wurden auf einer CD veröffentlicht, die ihr eine Goldene Schallplatte einbrachte. Anfang 2006 hatte Schuurmans' erste Solo-Show mit Liedern von Burt Bacharach Premiere. Anyone Who Had a Heart – so der Name ihrer Show – war auch der Titel ihrer ersten Solo-CD.
Maaike Schuurmans ist hauptsächlich als Bühnenschauspielerin tätig und war bislang nur sporadisch im niederländischen Fernsehen zu sehen. Sie lebt derzeit in Wien.

## Filmografie
- 1995: De gouden swipe
- 2007: Dankert&Dankert (3 Folgen als Hotske Dankert)

## Diskografie
- 2000: Wa’t ik bin (mit der Gruppe De Kast) – CD
- 2006: Anyone Who Had a Heart – CD

## Auszeichnungen
- 2000: Goldene Schallplatte
- 2008: Hersfeld-Preis